# Скуратівська сільська рада
Скуратівська сільська рада — колишня адміністративно-територіальна одиниця та орган місцевого самоврядування у Чоповицькому, Малинському і Коростенському районах Малинської, Коростенської і Волинської округ, Київської й Житомирської областей Української РСР та України з адміністративним центром у с. Скурати.

## Населені пункти
Сільській раді були підпорядковані населені пункти:
- с. Скурати
- с. Заліски
- с. Кам'янка

## Населення
Відповідно до результатів перепису населення СРСР, кількість населення ради станом на 12 січня 1989 року становила 848 осіб.
Станом на 5 грудня 2001 року, відповідно до перепису населення України, кількість мешканців сільської ради становила 669 осіб.

## Склад ради
Рада складалася з 12 депутатів та голови.

### Керівний склад сільської ради
| ПІБ                        | Основні відомості                                                               | Дата обрання | Дата звільнення |
| -------------------------- | ------------------------------------------------------------------------------- | ------------ | --------------- |
| Лось Людмила Олексіївна    | Сільський голова, 1954 року народження, освіта, позапартійна                    | 26.03.2006   | 31.10.2010      |
| Юрченко Сергій Миколайович | Сільський голова, 1968 року народження, освіта середня спеціальна, безпартійний | 31.10.2010   | 16.12.2012      |
| Маєвський Андрій Павлович  | Сільський голова, 1966 року народження, освіта вища, член Партії регіонів       | 16.12.2012   | 03.11.2015      |
| Строга Оксана Іванівна     | Сільський голова, 1969 року народження, освіта вища, безпартійна                | 03.11.2015   | 25.11.2020      |

Примітка: таблиця складена за даними джерела

## Історія
Створена в 1923 році в с. Скурати Малинської волості Радомисльського повіту Київської губернії. 16 січня 1923 року підпорядковано с. Кам'янка ліквідованої Кам'янської сільської ради Малинської волості. Станом на 17 грудня 1926 року в підпорядкуванні значилися хутори Ветла, Забуда та Заліське (Заліски). На 1 жовтня 1941 року хутори Ветла та Забуда не перебували на обліку населених пунктів.
Станом на 1 вересня 1946 року сільська рада входила до складу Чоповицького району Житомирської області, на обліку в раді перебували села Заліски, Кам'янка та Скурати.
14 березня 1960 року, відповідно до рішення Житомирського облвиконкому № 227 «Про зміни в адміністративно-територіальному поділі сільських рад Малинського р-н.», до складу ради включено села Савлуки та Рудня-Калинівка ліквідованої Ксаверівської сільської ради Малинського району. 7 січня 1963 року, відповідно до рішення Житомирського ОВК № 2 «Про зміну адміністративної підпорядкованості окремих сільських ради і населених пунктів», села Савлуки та Рудня-Калинівська передані до складу відновленої Ксаверівської сільської ради Коростенського району.
На 1 січня 1972 року сільська рада входила до складу Малинського району Житомирської області, на обліку в раді перебували села Заліски, Кам'янка та Скурати.
Виключена з облікових даних 17 липня 2020 року. Територію та населені пункти ради, відповідно до розпорядження Кабінету Міністрів України № 711-р від 12 червня 2020 року «Про визначення адміністративних центрів та затвердження територій територіальних громад Житомирської області», включено до складу Чоповицької селищної територіальної громади Коростенського району Житомирської області.
Входила до складу Чоповицького (04.1923 р., 23.02.1927 р., 17.02.1935 р.), Малинського (10.09.1924 р., 5.02.1931 р., 28.11.1957 р., 4.01.1965 р.) та Коростенського (30.12.1962 р.) районів.